# Bractwo religijne
Bractwo religijne (konfraternia) – zrzeszenie religijne, posiadające osobowość prawną.
Celem bractwa jest pogłębianie religijnego życia członków, wzajemna pomoc oraz prowadzenie działalności religijnej lub społecznej. Cel zwykle określa specyfikę konkretnego bractwa. Ważnym elementem jest silna więź społeczna łącząca jego członków i wynikająca z niej solidarność. W języku polskim, w nomenklaturze określającej bractwa, używane były różne terminy, np: fraternia, konfraternia, kongregacja, sodalicja, co odzwierciedla różnorodność w tej dziedzinie występującą również w dokumentach władz kościelnych (łac. confratria, frateria, geldonia, sodalitas, congregatio).

## Historia

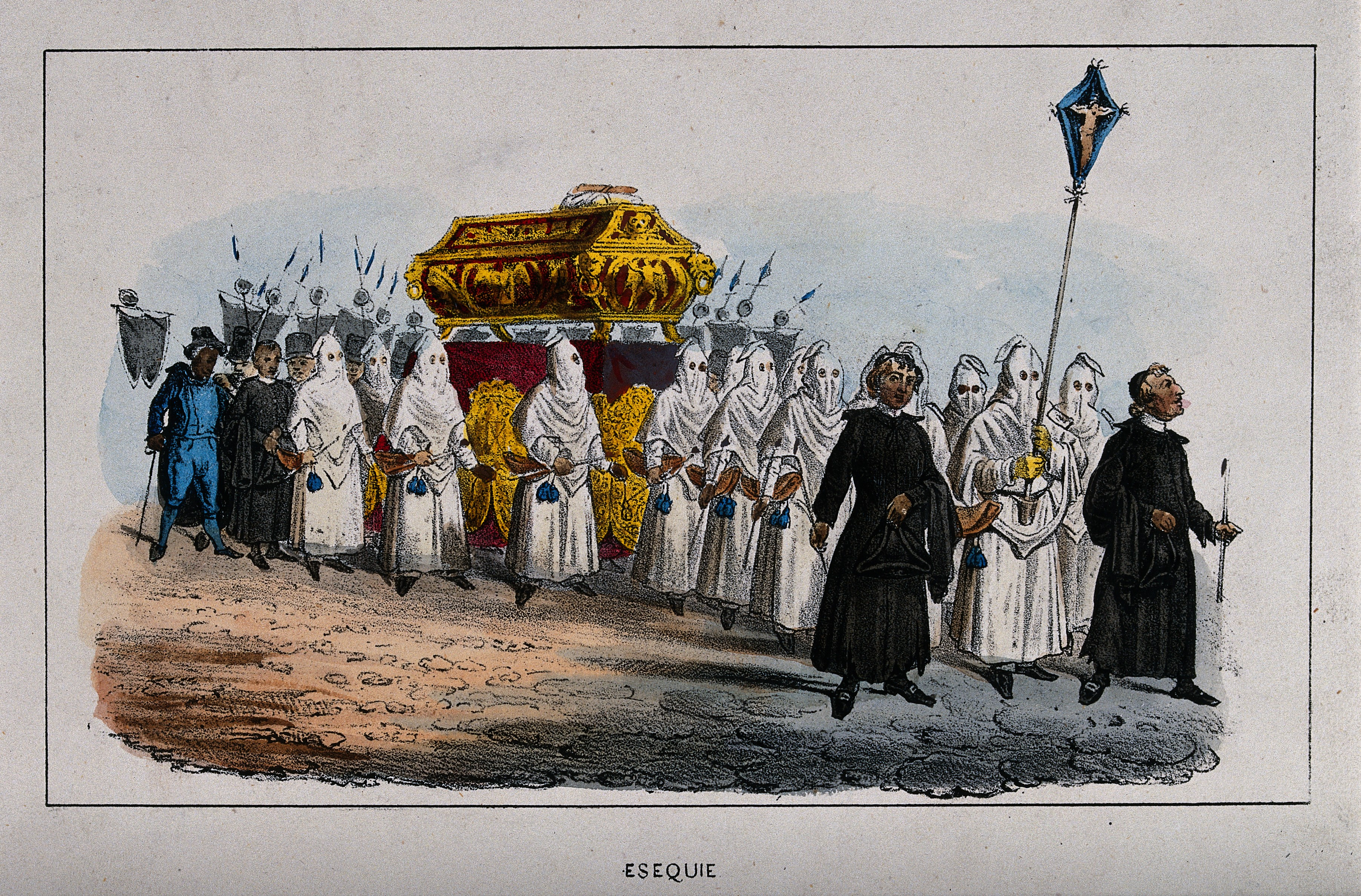
Członkowie bractwa pogrzebowego, XIX w.

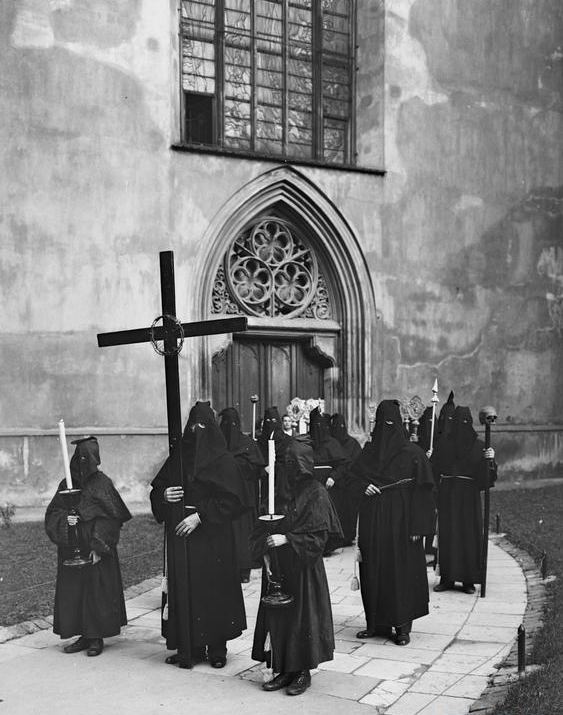
Arcybractwo Męki Pańskiej, Kraków, przed 1939 r.

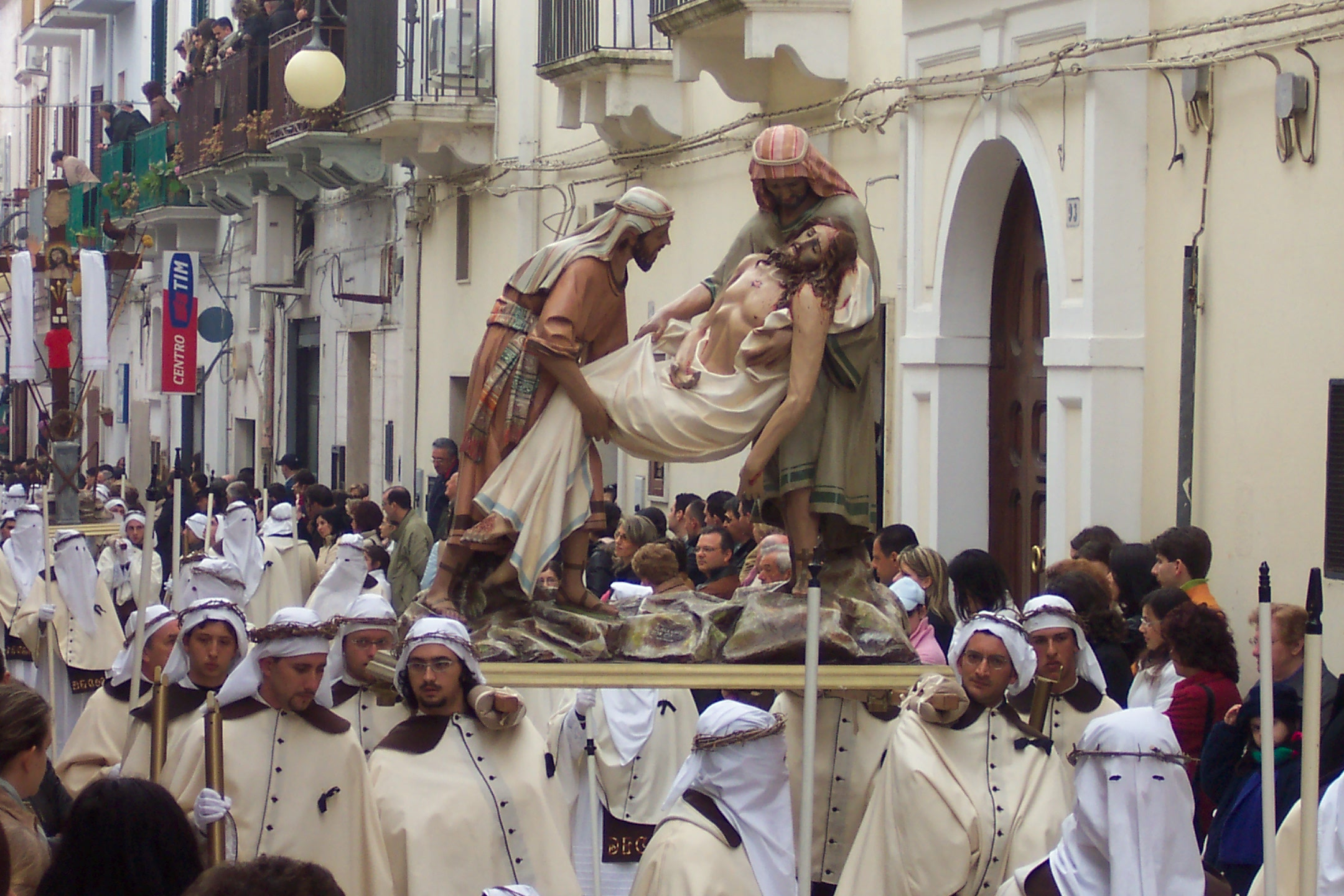
Bractwo w Mottoli podczas procesji, 2005

Bractwa religijne istniały już w czasach starożytności chrześcijańskiej i to zarówno na Wschodzie jak i na Zachodzie. W pewien sposób wzorowały się na wcześniejszych zrzeszeniach świata pogańskiego, w których osoby organizowały się, np. w celu zabezpieczenia pochówków. Na Wschodzie już na początku IV w. istniały stowarzyszenia o charakterze ascetyczno-liturgicznym (tzw. zeles czy filopones). Przy rzymskim kościele św. Agnieszki istniały virgines sacrae. Osoby wspólnie zajmowały się prowadzeniem schronisk dla ubogich i pielgrzymów. Od IV w. obserwowano też rozwój „braterstw duchowych”, popieranych np. przez św. Bedę Czcigodnego i św. Bonifacego. Od VIII w. fraternie zawiązywał kler diecezjalny.
Od VIII w. wraz z rozwojem miast laikat organizował się w bractwa o celach religijno-społecznych. W średniowieczu powstawały zarówno bractwa charytatywne jak i ascetyczno-dewocyjne. Szczególnym wytworem były bractwa wzywające do obrony wiary czy organizujące krucjaty (bractwa rycerskie). Bractwa pokutne wcielały w życie zasady reformy gregoriańskiej w Kościele. Powstawały bractwa cechowe, dla wznoszenia konkretnych budowli, jak kościoły czy mosty oraz podejmujące ochronę centr religijnych, np. klasztorów.
Na ziemiach polskich bractwa ascetyczno-dewocyjne powstały w XII w. u benedyktynów w Lubiniu i w XIII w. u bożogrobców w Miechowie. Polskie bractwa cechowe i o charakterze religijno-społecznych powstawały na wzór przeszczepiany z Zachodu już od XIII w.
W XIV i XV w. znaczne grupy społeczne zrzeszone były na terenie chrześcijańskiej Europy we wszelkiego rodzaju bractwa. Istniały one najczęściej w ośrodkach miejskich. Bractwa wiejskie rozpowszechniły się na Zachodzie w XV w., na terenie Rzeczypospolitej w XVI w.
Bractwa traciły na znaczeniu na obszarach ogarniętych reformacją w XVI w. Ponowny ich rozwój wspierany był przez kontrreformację po Soborze trydenckim w latach 1545–1563. Członkowie bractw katolickich podejmowali modlitwę w intencji obrony Kościoła, kładli nacisk na dokształcanie i walkę ideową. Powstawały bractwa katechetyczne podległe Arcybractwu Nauki Chrześcijańskiej. Zapotrzebowanie społeczne wymogło powstanie bractw dobrej śmierci. Jakby wbrew reformacji bractwa obierały świętych patronów, np. Matkę Bożą. W odpowiedzi na jansenizm bractwa popierały kult Serca Jezusowego, Najświętszego Sakramentu, Serca Maryi. Jezuici i franciszkanie popierali rozwój Sodalicji Mariańskiej. Od XVII w. bractwa odgrywały też dużą rolę w ewangelizacji nowych kontynentów.
Duży kryzys, jeśli chodzi o istnienie bractw kościelnych, przypadł na dobę oświecenia. We Francji i zajętych Włoszech bractwa likwidowano dekretami urzędowymi. Również w Austrii likwidowano je odgórnie w czasach józefinizmu. Część przetrwała nieoficjalnie, pozostając bez należytej opieki duchowej, by odrodzić się w jakimś stopniu w XIX wieku. Pojawiły się nowe bractwa trzeźwościowe. Wiele z nich miało charakter kulturalno-oświatowy, ożywiały kult Serca Jezusowego i Matki Bożej. Bractwa organizowały też przy swoich klasztorach zakony. W związku ze zmianami społecznymi rolę, którą wcześniej pełniły bractwa przejmowały instytucje państwowe. Bractwa przekształcały się też w XIX i XX w. w zgromadzenia zakonne, szczególnie te zajmujące się działalnością charytatywna i edukacją.

## Natura prawna bractw
Bractwa od początki swego istnienia oparte były na żywiole laikatu. Władze kościelne starały się trzymać ich funkcjonowanie w ryzach, emanując specjalne prawa. Synody interweniowały w ich funkcjonowaniu od czasów wczesnego średniowiecza. Prężny okres rozwoju bractw VIII–XVI w. przyczynił się do ugruntowania ich silnej pozycji prawnej. Ustawodawstwo trydenckie poddało bractwa pod jurysdykcję Stolicy Apostolskiej i ordynariuszy miejsca. Normy w funkcjonowaniu bractw katolickich wprowadzone przez papieża Klemensa VIII 7 grudnia 1604 roku w konstytucji Quaecumque zachowują moc do dzisiaj. By bractwo mogło prawnie zaistnieć potrzebna jest jego erygowanie przez papieża lub biskupa ordynariusza. Bractwa prawnie erygowane zachowują autonomię względem innych bractw. Stolica Świeta może wynieśc bractwo do rangi arcybractwa, co wiąże się z kolejnymi przywilejami, jak prawo do agregacji z możliwością przekazywania uprawnień. Kodeks Prawa Kanonicznego dzieli zrzeszenia na trzy podstawowe grupy: trzecie zakony, bractwa oraz związki pobożne. W rozumieniu prawa bractwa kościelne charakteryzuje: erekcja, korporacja i kult publiczny.

## Patronaty
W historii istniały i nadal istnieją najróżniejsze patronaty bractw, od tytułów trynitarnych, poprzez maryjne, do poszczególnych świętych. Ze względu na cel i praktykę bractwa nazywane są też w zależności o działalności ich członków, np. bractwo gonfalonierów, bractwo pokutujących czy bractwo kapłańskie.

## Bractwa niechrześcijańskie
Bractwa religijne oprócz chrześcijaństwa działają również w islamie.